# Ciudad Jardín El Libertador
Ciudad Jardín El Libertador, más conocido como Barrio Libertador o simplemente Libertador, es uno de los 29 barrios oficiales: del partido de  General San Martín, en la Zona Norte del Gran Buenos Aires, Argentina. Suele incluírsela en una amplia zona denominada Loma Hermosa

## Geografía

### Población
Contaba con 61,780 habitantes (Indec, 2001), situándose como la localidad más poblada del partido, con un 15,3 % de la población.

### Límites
El barrio está rodeado por la Ruta Provincial 4, la Avenida Ricardo Balbín, la Avenida Triunvirato (que hace límite con el partido de Tres de Febrero), el Río Reconquista y la Av. 9 de Julio hasta la RP4.

### Sitios importantes

#### Plazas
- Plaza Martín Mendoza, ubicado entre el Zanjón "José Ingenieros", calle Los Eucaliptos entre Las Rosas y Las Margaritas.
- Plaza de los Abuelos, en Las Palmas y Los Gladiolos.
- Plazoleta de Barrio Libertador/Plaza Andrés Aníbal Folch, entre el inicio de la Avenida Libertador y la Ruta Provincial 4 (Buenos Aires).
- Plaza Mercedes Sosa, en las Petunias y Av. Libertador.
- Plaza Güemes, en Rivadavia y Libertad.
- Plazas 9 de Julio y Lanzone.
- Parque del Bicentenario, en Av Triunvirato y calle Bicentenario.

#### Salud
El Centro de Atención Primaria de la Salud N°6 "Barrio Libertador" es un CAPS en Loma Hermosa, Barrio Libertador, la estructura está ubicada en la calle 123 Berutti en la esquina con la calle 166 El Pensamiento, cuenta con una plaza para adultos mayores con el objetivo de ejercitar.

### Calles
La Avenida Libertador es la cabecera principal de Barrio Libertador y a su vez, una de las más importantes de Loma Hermosa.
La avenida también es una zona comercial y el lugar donde normalmente el Partido de General San Martín se comunica con los habitantes del barrio.
Otra arteria muy importante es la Av. Eva Perón.

## Educación
- Complejo Educacional Remedios de Escalada (C.E.R.E) una escuela privada fundada en 1981 por el Sr. Jorge Burnos y Nelida Vidal debido a la falta de centros educativos por la zona.
- Escuela Primaria de Barrio Libertador N° 87 creada durante las gestiones de Fernando Moreira y Gabriel Katopodis, la escuela fue construida en una calle de tierra (actualmente asfaltada) totalmente vacía dónde había una estación de policía.

## Medios de transporte
Línea 670 (San Martín)
- Cartel Azul (a Barrio 9 de Julio)
- Cartel Blanco (a Villa Lynch)
- Cartel Naranja (a Villa Hidalgo)
- Cartel Rojo (a Barrio Sarmiento)
- Cartel Verde (a Est. Chilavert y Ballester)

EL BARRIO CUENTA CON MAS DE 5 CLUBES BARRIALES. PRINCIPALMENTE EL CLUB SOCIAL Y DEPORTIVO BARRIO LIBERTADOR, UBICADO EN LA AVENIDA PRINCIPAL. AV LIBERTADOR 6555, EL CLUB CON MAS AÑOS DEL BARRIO
https://www.instagram.com/barriolibertador_fem/

## Parroquias de la Iglesia católica en Barrio Libertador
| Diócesis       | San Martín                  |
| -------------- | --------------------------- |
| Cuasiparroquia | Capilla Santa María de Asís |